# Pholetiscus rectiseta
Pholetiscus rectiseta is een eenoogkreeftjessoort uit de familie van de Canthocamptidae. De wetenschappelijke naam van de soort is voor het eerst geldig gepubliceerd in 1956 door Humes.